# Johan Jacobsen
Pour les articles homonymes, voir Jacobsen.
Johan Jacobsen est un réalisateur danois né le 14 mars 1912 et mort le 7 juillet 1972.

## Biographie
Les parents de Johan Jacobsen sont Jacob Jørgen Jacobsen (1865-1955), un agent artistique, et Christel Holch (1886-1968), une actrice. Lors de ses études secondaires, Johan Jacobsen bénéficie d'un programme d'échanges pour effectuer un séjour en Amérique. Il travaille ensuite comme assistant chez First National et Warner Bros., dirigé par John Olsen. À partir de 1932, il travaille à la traduction de films américains, anglais et français à la société de distribution Teatrenes Films-Kontor.
Il assiste Lau Lauritzen sur le tournage de la comédie Med fuld musik à la société cinématographique Palladium en 1933. Il est assistant et monteur sur 5 raske piger (1933) et 7-9-13 (1934) de Anders Sandberg.
Il est membre du jury présidé par Robert Aldrich à la Berlinale 1959.
Au cours des dernières années, il a écrit des romans publiés par les magazines hebdomadaires.
À partir de 1971 et jusqu'à sa mort, il est directeur général du Bremen Teater de Simon Spies de Copenhague.

## Filmographie partielle
- 1940 : I de gode, gamle dage
- 1947 : Soldaten og Jenny
- 1959 : L'étranger frappe à la porte (En fremmed banker på)
- 1963 : Dronningens vagtmester